# Liste des langues officielles
Cette page comprend les 141 langues officielles dans les pays du monde (sont à ajouter les 31 langues officielles à vocation régionale). Les astérisques (*) indiquent les langues qui ne sont officielles que dans une partie du territoire (États, cantons, provinces, etc.). L'Inde reconnait, outre l'anglais et le hindi, vingt-deux autres langues officielles, ces dernières ne figurent pas dans la liste et on se reportera à l'article sur les langues en Inde.

## Langues officielles de l'ONU

### Anglais
L’anglais est une langue officielle d’ :
- Afrique du Sud (avec l'afrikaans, le ndébélé du Transvaal*, le sotho du Nord*, le sotho du Sud*, le swati*, le tsonga*, le tswana*, le venda*, le xhosa* et le zoulou*)
- Antigua-et-Barbuda
- Australie
- Bahamas
- Barbade
- Belize
- Botswana (mais la langue nationale est le tswana)
- Cameroun (avec le français)
- Canada (avec le français)
- Hong Kong (avec le cantonais)
- Dominique
- Érythrée (officielle mais, avec le tigrigna et l'arabe)
- États-Unis
- Fidji (avec le fidjien et le hindi des Fidji)
- Ghana
- Grenade
- Guyana
- Inde (avec le hindi et 21 autres langues officielles)
- Irlande (officielle mais secondaire, avec l'irlandais)
- Jamaïque
- Kenya (avec le kiswahili)
- Kiribati (avec le gilbertin)
- Lesotho (avec le sesotho)
- Liberia
- Malawi (avec le chichewa)
- Malte (avec le maltais)
- Îles Marshall (avec le marshallais)
- Maurice (de facto avec le français)
- États fédérés de Micronésie
- Nauru (avec le nauruan)
- Nigeria
- Nouvelle-Zélande (avec le maori et la langue des signes néo-zélandaise)
- Ouganda (avec le kiswahili)
- Pakistan (avec l'ourdou)
- Palaos (avec le paluan*)
- Papouasie-Nouvelle-Guinée (avec le tok pisin, le hiri motu et la langue des signes papouasienne)
- Pays-Bas
  -  Curaçao (avec le néerlandais* et le papiamento*)
  -  Saba (avec le néerlandais*)
  -  Saint-Eustache (avec le néerlandais*)
  -  Saint-Martin (avec le néerlandais*)
- Philippines (avec le filipino)
- Royaume-Uni
  -  Guernesey (avec le français*)
  -  Jersey (avec le français et le normand jersiais *)
  -  Île de Man (avec le mannois*)
  -  Pays de Galles (avec le gallois*)
- Rwanda (avec le français, le kinyarwanda et le kiswahili)
- Samoa (avec le samoan)
- Seychelles (avec le créole seychellois et le français)
- Sierra Leone
- Singapour (avec le malais, le tamoul et le chinois mandarin)
- Saint-Christophe-et-Niévès
- Saint-Vincent-et-les-Grenadines
- Sainte-Lucie
- Îles Salomon
- Soudan (avec l'arabe)
- Soudan du Sud
- Eswatini (avec le swati)
- Tanzanie (avec le kiswahili)
- Tonga (avec le tongien)
- Trinité-et-Tobago
- Tuvalu (avec le tuvaluan)
- Vanuatu (avec le bichelamar et le français)
- Zambie
- Zimbabwe (avec le shona et le sindebele)

### Arabe
L’arabe est une langue officielle de :
- Algérie (avec le tamazight[2])
- Arabie saoudite
- Bahreïn
- Comores (avec le français et le shikomor)
- Djibouti (avec le français)
- Égypte
- Émirats arabes unis
- Érythrée (avec le tigrinya et l'anglais)
- Gambie
- Irak (avec le kurde)
- Israël (avec l'hébreu)
- Jordanie
- Koweït
- Liban
- Libye
- Maroc (avec le tamazight)
- Mauritanie
- Oman
- Palestine
- Qatar
- Somalie (avec le somali)
- Soudan (avec l'anglais)
- Syrie
- Tchad (avec le français)
- Tunisie
- Yémen

### Chinois
Le chinois (hanyu 汉语 ou 漢語), divisé en plusieurs dialectes dont le mandarin (guanhua 官话 ou 官話), est la langue officielle de :
- Chine (mandarin dénommé localement langue commune, putonghua 普通话 ou 普通話)
  -  Hong Kong (cantonais) (avec l’anglais)
  -  Macao (cantonais) (avec le portugais)
- Singapour (mandarin) dénommé localement huayu 华语 ou 華語 (avec l'anglais, le malais et le tamoul)
- Taïwan (mandarin de Taïwan) dénommé localement langue nationale, guoyu 国语 ou 國語

### Espagnol
L'espagnol (également appelé castillan) est la langue officielle de :
- Argentine
- Bolivie (avec les 36 autres langues officielles depuis la Constitution de 2009 : aymara, araona, baure, bésiro, canichana, cavineña, cayubaba, chácobo, chimane, ese 'ejja, guarani, guarasu’we, guarayu, itonama, kallawaya, leko, machineri, maropa, mojeño-trinitario, mojeño-ignaciano, moré, mosetén, movima, pacahuara, puquina, quechua, sirionó, tacana, tapiete, toromona, uru-chipaya, wichi, yaminahua, yuki, yuracaré et zamuco)
- Chili
- Colombie (au niveau national, avec les langues des groupes ethniques dans leurs territoires respectifs : emberá, paez, quechua, wayuu, etc.)
- Costa Rica
- Cuba
- République dominicaine
- Équateur
- Espagne (avec l'aranais*, le basque*, le catalan* et le galicien*)
- États-Unis seulement pour :
  -  Nouveau-Mexique (coofficiel avec l'anglais)
  -  Porto Rico (coofficiel avec l'anglais)
- Guatemala
- Guinée équatoriale (avec le français et le portugais)
- Honduras
- Mexique
- Nicaragua
- Panama
- Paraguay (avec le guarani)
- Pérou (avec le quechua et l'aymara)
- Salvador
- Uruguay
- Venezuela

### Français
Le français est une langue officielle de :
- Belgique (avec le néerlandais* et l'allemand*)
  -  Région wallonne (sauf en  Communauté germanophone)
  -  Région de Bruxelles-Capitale (avec le néerlandais)
- Bénin
- Canada (avec l'anglais)
  -  Québec
  -  Nouveau-Brunswick (avec l'anglais)
  -  Nunavut (avec l'anglais, l'inuktitut et l'inuinnaqtun)
  -  Territoires du Nord-Ouest (avec l'anglais, le chipewyan, le cri, l'esclave du Nord, l'esclave du Sud, le gwich’in, l'inuinnaqtun, l'inuktitut, l'inuvialuktun et le tlicho)
  -  Yukon (avec l'anglais)
- Burundi (avec le kirundi)
- Cameroun (avec l'anglais)
- République centrafricaine (avec le sango)
- Comores (avec l'arabe et le comorien)
- République du Congo
- République démocratique du Congo
- Côte d'Ivoire
- Djibouti (avec l’arabe)
- France
- Gabon
- Guinée
- Guinée équatoriale (avec l'espagnol et le portugais)
- Guernesey (avec l'anglais)
- Jersey (avec l'anglais et le normand jersiais)
- Haïti (avec le créole haïtien)
- Inde (seulement dans le Territoire de Pondichéry)
- Italie seulement dans la :
  -  Vallée d'Aoste (avec l'italien)
- Luxembourg (avec le luxembourgeois et l'allemand)
- Madagascar (avec le malgache)
- Maurice (de facto avec l'anglais)
- Monaco
- Rwanda (avec le kinyarwanda, l'anglais et le kiswahili)
- Sénégal
- Seychelles (avec l'anglais et le créole seychellois)
- Suisse (avec l'allemand, l'italien et le romanche*)[3]
  - le français est la langue officielle des cantons du Jura, de Neuchâtel, de Vaud et de Genève ; seuls les trois premiers le précisent dans leurs constitutions ;
  - le français et l'allemand sont les deux langues officielles des cantons de Berne, de Fribourg et du Valais selon leurs constitutions respectives.
- Tchad (avec l'arabe)
- Togo (avec l'éwé et le kabiyè)
- Vanuatu (avec l'anglais et le bichelamar)
- Vatican (avec le latin, l'italien et l'allemand)

### Russe
Le russe est la langue officielle de :
- Abkhazie (avec l'abkhaze)
- Biélorussie ou Belarus (avec le biélorusse)
- Kazakhstan (avec le kazakh)
- Kirghizistan (avec le kirghize)
- Ossétie du Sud-Alanie (avec le géorgien et l'ossète)
- Russie
- Tadjikistan (avec le tadjik)
- Transnistrie (avec le moldave et l'ukrainien, statut contesté)

## Langues officielles dans au moins deux pays

### Albanais
L’albanais est une langue officielle d’ :
- Albanie
- Kosovo (non reconnue indépendante officiellement, non membre de l'ONU) avec le serbe
- Macédoine du Nord dans les districts où les Albanophones représentent au moins 20 % de la population

### Allemand
L’allemand est la langue officielle d’ :
- Allemagne
- Autriche
- Belgique (avec le néerlandais et le français)
  -  Communauté germanophone
- Vatican (avec le latin, le français et l'italien)
- Italie (dans la province de Bolzano, avec l'italien)
  -  Trentin-Haut-Adige (avec l'italien)
- Liechtenstein
- Luxembourg (après le luxembourgeois, langue nationale, et le français)
- Suisse (avec le français, l'italien et le romanche)
  - 17 des 26 cantons suisses (seul)
  - Grisons (avec l'italien et le romanche)
  - Berne, Fribourg, Valais (avec le français)

### Amazigh
L'amazigh est une langue officielle du :
- Maroc (avec l'arabe classique)[4]
- Algérie (avec l'arabe classique)

L'amazigh est une langue nationale du :
- Mali
- Niger

### Arménien
L’arménien est la langue officielle d’ :
- Arménie
- Haut-Karabagh (non reconnue internationalement)

### Aymara
L’aymara est une langue officielle de :
- Bolivie (avec les 36 autres langues officielles depuis la Constitution de 2009 : araona, baure, bésiro, canichana, cavineña, cayubaba, chácobo, chimane, ese 'ejja, espagnol, guarani, guarasu’we, guarayu, itonama, kallawaya, leko, machineri, maropa, mojeño-trinitario, mojeño-ignaciano, moré, mosetén, movima, pacahuara, puquina, quechua, sirionó, tacana, tapiete, toromona, uru-chipaya, wichi, yaminahua, yuki, yuracaré et zamuco)
- Pérou (avec l'espagnol et le quechua)

### Bengali
Le bengali est la langue officielle du :
- Bangladesh
- Inde (langue constitutionnelle et l'une des 32 langues régionales officielles, officielle dans les États suivants :)
  - Bengale-Occidental
  - Tripura (avec le borok*)

### Catalan
Le catalan est une langue officielle d’ :
- Andorre
- Espagne (coofficiel avec l'espagnol) en :
  -  Catalogne[5]
  -  Îles Baléares[6]
  -  Communauté valencienne (valencien)[7]
- Italie régionalement en :
  -  Sardaigne[8]

### Coréen
Le coréen est la langue officielle de :
- Corée du Nord
- Corée du Sud

### Croate
Le croate est une langue officielle d’ :
- Autriche régionalement[9] en :
  -  Burgenland (avec l'allemand et le hongrois)
- Bosnie-Herzégovine
- Croatie
- Serbie régionalement en :
  -  Voïvodine (avec le hongrois, le roumain, le rusyn, le serbe et le slovaque)

### Danois
Le danois est une langue officielle d’ :
- Allemagne régionalement en :
  -  Schleswig-Holstein (dans le Schleswig du Sud)[10]
- Danemark
  -  Îles Féroé (avec le féroïen)
  -  Groenland (à parité avec l'inuit groenlandais)
  -  Danemark (pays constitutif)

### Éwé
L’éwé est la langue officielle de :
- Togo (avec le français et le kabiyè)
- Ghana (avec l'anglais)

### Guarani
Le guarani est une langue officielle de :
- Bolivie (avec les 36 autres langues officielles depuis la Constitution de 2009 : aymara, araona, baure, bésiro, canichana, cavineña, cayubaba, chácobo, chimane, ese 'ejja, espagnol, guarasu’we, guarayu, itonama, leko, kallawaya, machineri, maropa, mojeño-trinitario, mojeño-ignaciano, moré, mosetén, movima, pacahuara, puquina, quechua, sirionó, tacana, tapiete, toromona, uru-chipaya, wichi, yaminahua, yuki, yuracaré et zamuco)
- Paraguay (avec l'espagnol)

### Grec
Le grec est la langue officielle de :
- Grèce
- Chypre (avec le turc)

### Hongrois
Le hongrois est la langue officielle de :
- Hongrie
- Serbie régionalement :
  -  Voïvodine (avec le croate, le roumain, le rusyn, le serbe et le slovaque)
- Slovénie (avec le slovène)[11]

### Italien
L’italien est une langue officielle d’ :
- Érythrée (une des langues de travail du Gouvernement, bien que non officielle du pays)
- Italie (avec l'allemand*, le français*, le ladin* et le slovène* dans certaines régions)
- Saint-Marin
- Suisse (avec l'allemand, le français et le romanche*)
  -  Tessin
  -  Grisons (avec l'allemand et le romanche*)
- Vatican (avec le latin, le français et l'allemand)
- Slovénie régionalement (avec le slovène)[12]
- Croatie (en Istrie, avec le croate)

### Japonais
Le japonais est la langue officielle de :
- Japon (de facto)
- Palaos
  -  Angaur (de jure)

### Kikongo
Le kikongo est une langue officielle du :
- Angola
- République démocratique du Congo
- République du Congo

### Kiswahili
Le kiswahili est une langue officielle du :
- Kenya (nommé swahili avec l'anglais)
- Ouganda (nommé swahili avec l'anglais)
- Tanzanie (avec l'anglais)
- République démocratique du Congo (avec le lingala ,le kikongo ,le tshiluba et le français)
- Rwanda

### Lingala
Le lingala est une langue officielle du :
- République démocratique du Congo
- République du Congo
- République centrafricaine

### Malgache
Le malgache est une langue  officielle de :
- Madagascar
- Mayotte (sous le nom de Shibushi)

### Malais
Le malais est la langue officielle du :
- Brunei
- Malaisie
- Indonésie (sous le nom d'indonésien)
- Singapour (avec l'anglais, le chinois et le tamoul)

### Mongol
Le mongol est la langue officielle de :
- Mongolie
- Chine régionalement en :
  - Mongolie-Intérieure

### Néerlandais
Le néerlandais est une langue officielle de :
- Belgique (avec l'allemand* et le français*)
  -  Région flamande
  -  Région de Bruxelles-Capitale (avec le français)
- Pays-Bas
  -  Aruba (coofficielle avec le papiamento)
  -  Curaçao (coofficielle avec le papiamento et l'anglais)
  -  Pays-Bas (pays constitutif)
    -  Bonaire (coofficielle avec le papiamento)
    -  Saba (coofficielle avec l'anglais)
    -  Saint-Eustache (coofficielle avec l'anglais)

  -  Saint-Martin (coofficielle avec l'anglais)
- Suriname

### Occitan
L’occitan est une langue officielle de :
- Espagne (régionalement : dans la communauté autonome de Catalogne, au côté de l'espagnol et du catalan).
- Eurorégion Pyrénées-Méditerranée ( Espagne et  France, langue officielle, mais pas langue de travail)
- Communauté de Travail des Pyrénées ( Andorre,  Espagne,  France, langue officielle).

### Ourdou
L’ourdou est une langue officielle de :
- Inde (régionalement, avec l'anglais et le hindi)
- Pakistan (avec l'anglais)

### Persan
Le persan (farsi) est une langue officielle d’ :
- Afghanistan (nommé dari, avec le pachto)
- Iran

### Portugais
Le portugais est la langue officielle d’ :
- Angola
- Brésil
- Cap-Vert
- Chine (régionalement, avec le chinois mandarin, langue nationale)
  -  Macao (avec le cantonais)
- Timor oriental (avec le tétoum)
- Guinée-Bissau
- Guinée équatoriale (avec l'espagnol et le français)
- Mozambique
- Portugal
- Sao Tomé-et-Principe

### Quechua
Le quechua est une langue officielle de :
- Bolivie (avec les 36 autres langues officielles depuis la Constitution de 2009 : aymara, araona, baure, bésiro, canichana, cavineña, cayubaba, chácobo, chimane, ese 'ejja, espagnol, guarani, guarasu’we, guarayu, itonama, kallawaya, leko, machineri, maropa, mojeño-trinitario, mojeño-ignaciano, moré, mosetén, movima, pacahuara, puquina, sirionó, tacana, tapiete, toromona, uru-chipaya, wichi, yaminahua, yuki, yuracaré et zamuco)
- Pérou (avec l'aymara et l'espagnol)
- Équateur (avec le shuar et l'espagnol, article 2 de la constitution)
- Colombie (régionalement avec l'espagnol, article 10 de la constitution)

### Roumain
Le roumain est la langue officielle de :
- Roumanie
- Moldavie
- Serbie régionalement en
  -  Voïvodine (avec le croate, le hongrois, le rusyn, le serbe et le slovaque)

### Samoan
Le samoan est la langue officielle des :
- États-Unis (régionalement coofficiel avec l'anglais)
  -  Samoa américaines
- Samoa (coofficiel avec l'anglais)

### Serbe
Le serbe est une langue officielle de :
- Serbie
- Bosnie-Herzégovine (avec le bosniaque et le croate)
- Kosovo (avec l'albanais)
- Monténégro (sous le nom de monténégrin)

### Sesotho
Le sesotho est une langue officielle d’ :
- Afrique du Sud (avec l'afrikaans, l'anglais, le ndébélé du Transvaal*, le sotho du Nord*, le swati*, le tsonga*, le tswana*, le venda*, le xhosa* et le zoulou*)
- Lesotho

### Slovaque
Le slovaque est une langue officielle de :
- Slovaquie
- Serbie régionalement en :
  -  Voïvodine (avec le croate, le hongrois, le roumain, le rusyn et le serbe)

### Slovène
Le slovène est une langue officielle de :
- Slovénie
- Autriche régionalement[9] en :
  -  Land de Carinthie (avec l'allemand et le croate*)
  -  Styrie (avec l'allemand et le croate*)

### Suédois
Le suédois est une langue officielle de :
- Suède
- Finlande (avec le finnois)[13]
  -  Îles Åland (uniquement suédophone) (une province autonome sous souveraineté finlandaise)[14]

### Tamoul
Le tamoul est une langue officielle de :
- Singapour (avec l'anglais, le malais et le chinois)
- Inde (régionalement, avec l'anglais)
- Sri Lanka (avec le cingalais)

### Turc
Le turc est la langue officielle de :
- Turquie
- Chypre (avec le grec. Le turc n'est cependant officielle que de jure en République de Chypre depuis l'invasion turque de 1974)
  -  République turque de Chypre du Nord (non reconnue internationalement)

## Langues officielles dans un seul pays

### Afrikaans
L’afrikaans est une des onze langues officielles d’ :
- Afrique du Sud

### Araona
L’araona est une langue officielle de la :
- Bolivie (avec les 36 autres langues officielles depuis la Constitution de 2009 : aymara, baure, bésiro, canichana, cavineña, cayubaba, chácobo, chimane, ese 'ejja, espagnol, guarani, guarasu’we, guarayu, itonama, kallawaya, leko, kallawaya, machineri, maropa, mojeño-trinitario, mojeño-ignaciano, moré, mosetén, movima, pacahuara, puquina, quechua, sirionó, tacana, tapiete, toromona, uru-chipaya, wichi, yaminahua, yuki, yuracaré et zamuco)

### Azéri
L’azéri est la langue officielle d’ :
- Azerbaïdjan
- Russie
  -  Daghestan

### Baure
Le baure est une langue officielle de :
- Bolivie (avec les 36 autres langues officielles depuis la Constitution de 2009 : aymara, araona, bésiro, canichana, cavineña, cayubaba, chácobo, chimane, ese 'ejja, espagnol, guarani, guarasu’we, guarayu, itonama, kallawaya, leko, machineri, maropa, mojeño-trinitario, mojeño-ignaciano, moré, mosetén, movima, pacahuara, puquina, quechua, sirionó, tacana, tapiete, toromona, uru-chipaya, wichi, yaminahua, yuki, yuracaré et zamuco)

### Bambara
Le bambara est une langue officielle de :
- Mali (avec 12 autres langues nationales du pays selon la nouvelle constitution du pays)

### Bésiro
Le bésiro est une langue officielle de :
- Bolivie (avec les 36 autres langues officielles depuis la Constitution de 2009 : aymara, araona, baure, bésiro, canichana, cavineña, cayubaba, chácobo, chimane, ese 'ejja, espagnol, guarani, guarasu’we, guarayu, itonama, kallawaya, leko, machineri, maropa, mojeño-trinitario, mojeño-ignaciano, moré, mosetén, movima, pacahuara, puquina, quechua, sirionó, tacana, tapiete, toromona, uru-chipaya, wichi, yaminahua, yuki, yuracaré et zamuco)

### Bichelamar
Le bichelamar est une langue officielle des :
- Vanuatu (avec l'anglais et le français)

### Biélorusse
Le biélorusse est une langue officielle de :
- Biélorussie (avec le russe)

### Birman
Le birman est la langue officielle de :
- Birmanie

### Bulgare
Le bulgare est la langue officielle de :
- Bulgarie

### Canichana
Le canichana est une langue officielle de :
- Bolivie (avec les 36 autres langues officielles depuis la Constitution de 2009 : aymara, araona, baure, bésiro, cavineña, cayubaba, chácobo, chimane, ese 'ejja, espagnol, guarani, guarasu’we, guarayu, itonama, kallawaya, leko, machineri, maropa, mojeño-trinitario, mojeño-ignaciano, moré, mosetén, movima, pacahuara, puquina, quechua, sirionó, tacana, tapiete, toromona, uru-chipaya, wichi, yaminahua, yuki, yuracaré et zamuco)

### Cavineña
Le cavineña est une langue officielle de :
- Bolivie (avec les 36 autres langues officielles depuis la Constitution de 2009 : aymara, araona, baure, bésiro, canichana, cayubaba, chácobo, chimane, ese 'ejja, espagnol, guarani, guarasu’we, guarayu, itonama, kallawaya, leko, machineri, maropa, mojeño-trinitario, mojeño-ignaciano, moré, mosetén, movima, pacahuara, puquina, quechua, sirionó, tacana, tapiete, toromona, uru-chipaya, wichi, yaminahua, yuki, yuracaré et zamuco)

### Cayubaba
Le cayubaba est une langue officielle de :
- Bolivie (avec les 36 autres langues officielles depuis la Constitution de 2009 : aymara, araona, baure, bésiro, canichana, cavineña, chácobo, chimane, ese 'ejja, espagnol, guarani, guarasu’we, guarayu, itonama, kallawaya, leko, machineri, maropa, mojeño-trinitario, mojeño-ignaciano, moré, mosetén, movima, pacahuara, puquina, quechua, sirionó, tacana, tapiete, toromona, uru-chipaya, wichi, yaminahua, yuki, yuracaré et zamuco)

### Chácobo
Le chácobo est une langue officielle de :
- Bolivie (avec les 36 autres langues officielles depuis la Constitution de 2009 : aymara, araona, baure, bésiro, canichana, cavineña, cayubaba, chimane, ese 'ejja, espagnol, guarani, guarasu’we, guarayu, itonama, kallawaya, leko, machineri, maropa, mojeño-trinitario, mojeño-ignaciano, moré, mosetén, movima, pacahuara, puquina, quechua, sirionó, tacana, tapiete, toromona, uru-chipaya, wichi, yaminahua, yuki, yuracaré et zamuco)

### Chichewa
Le chichewa est une langue officielle du :
- Malawi (avec l'anglais)

### Chimane
Le chimane est une langue officielle de :
- Bolivie (avec les 36 autres langues officielles depuis la Constitution de 2009 : aymara, araona, baure, bésiro, canichana, cavineña, cayubaba, chácobo, ese 'ejja, espagnol, guarani, guarasu’we, guarayu, itonama, kallawaya, leko, machineri, maropa, mojeño-trinitario, mojeño-ignaciano, moré, mosetén, movima, pacahuara, puquina, quechua, sirionó, tacana, tapiete, toromona, uru-chipaya, wichi, yaminahua, yuki, yuracaré et zamuco)

### Créole de Guinée-Bissau
Le créole de Guinée-Bissau a un statut officiel en :
- Guinée-Bissau (avec le portugais)

### Créole du Cap-vert
Le créole du Cap-Vert
a un statut officiel au :
- Cap-Vert (avec le portugais)

### Créole Antillais
Le créole antillais est une langue officielle d’ :
- Guadeloupe (avec le Français)
- Martinique (avec le Français)
- Haïti (avec le français)

### Créole seychellois
Le créole seychellois est une langue officielle des :
- Seychelles (avec l'anglais et le français)

### Divehi
Le divehi (maldivien) est la langue officielle des :
- Maldives

### Dzongkha
Le dzongkha est la langue officielle du :
- Bhoutan

### Ese 'ejja
Le ese 'ejja est la langue officielle de :
- Bolivie (avec les 36 autres langues officielles depuis la Constitution de 2009 : aymara, araona, baure, bésiro, canichana, cavineña, cayubaba, chácobo, chimane, ese 'ejja, espagnol, guarani, guarasu’we, guarayu, itonama, kallawaya, leko, machineri, maropa, mojeño-trinitario, mojeño-ignaciano, moré, mosetén, movima, pacahuara, puquina, quechua, sirionó, tacana, tapiete, toromona, uru-chipaya, wichi, yaminahua, yuki, yuracaré et zamuco)

### Estonien
L’estonien est la langue officielle de :
- l' Estonie

### Fidjien
Le fidjien est une langue officielle des :
- Fidji (avec l'anglais et le hindi des Fidji)

### Filipino
Le filipino est une langue officielle des :
- Philippines (avec l'anglais)

### Finnois
Le finnois est une langue officielle de :
- Finlande (avec le suédois)

### Géorgien
Le géorgien est la langue officielle de :
- Géorgie

### Gilbertin
Le gilbertin est une langue officielle des :
- Kiribati (avec l'anglais)

### Guarasu’we
Le guarasu’we est une langue officielle de :
- Bolivie (avec les 36 autres langues officielles depuis la Constitution de 2009 : aymara, araona, baure, bésiro, canichana, cavineña, cayubaba, chácobo, chimane, ese 'ejja, espagnol, guarani, guarayu, itonama, kallawaya, leko, machineri, maropa, mojeño-trinitario, mojeño-ignaciano, moré, mosetén, movima, pacahuara, puquina, quechua, sirionó, tacana, tapiete, toromona, uru-chipaya, wichi, yaminahua, yuki, yuracaré et zamuco)

### Guarayu
Le guarayu est une langue officielle de :
- Bolivie (avec les 36 autres langues officielles depuis la Constitution de 2009 : aymara, araona, baure, bésiro, canichana, cavineña, cayubaba, chácobo, chimane, ese 'ejja, espagnol, guarani, guarasu’we, itonama, kallawaya, leko, machineri, maropa, mojeño-trinitario, mojeño-ignaciano, moré, mosetén, movima, pacahuara, puquina, quechua, sirionó, tacana, tapiete, toromona, uru-chipaya, wichi, yaminahua, yuki, yuracaré et zamuco)

### Haoussa
L’haoussa est la langue officielle du :
- Niger (avec le Français et 11 autres langues officielles)

### Hébreu
L’hébreu est la langue officielle d’ :
- Israël (avec l'arabe)

### Hindi
Le hindi est une langue officielle d’ :
- Inde (avec l'anglais et 23 autres langues officielles)

### Hindi des Fidji
Le hindi des Fidji est une langue officielle des :
- Fidji (avec l'anglais et le fidjien)

### Hiri motu
Le hiri motu est la langue officielle de :
- Papouasie-Nouvelle-Guinée (avec l'anglais, le tok pisin et la langue des signes papouasienne)

### Indonésien
L’indonésien, qui est une forme de malais, est la langue officielle de l’ :
- Indonésie

### Irlandais
L’irlandais est la première langue officielle d’ :
- Irlande (avec l'anglais comme seconde langue officielle)

### Islandais
L’islandais est la langue officielle d’ :
- Islande

### Itonama
L’itonama est une langue officielle de :
- Bolivie (avec les 36 autres langues officielles depuis la Constitution de 2009 : aymara, araona, baure, bésiro, canichana, cavineña, cayubaba, chácobo, chimane, ese 'ejja, espagnol, guarani, guarasu’we, guarayu, kallawaya, leko, machineri, maropa, mojeño-trinitario, mojeño-ignaciano, moré, mosetén, movima, pacahuara, puquina, quechua, sirionó, tacana, tapiete, toromona, uru-chipaya, wichi, yaminahua, yuki, yuracaré et zamuco)

### Kallawaya
Le kallawaya est une langue officielle de :
- Bolivie (avec les 36 autres langues officielles depuis la Constitution de 2009 : aymara, araona, baure, bésiro, canichana, cavineña, cayubaba, chácobo, chimane, ese 'ejja, espagnol, guarani, guarasu’we, guarayu, itonama, leko, machineri, maropa, mojeño-trinitario, mojeño-ignaciano, moré, mosetén, movima, pacahuara, puquina, quechua, sirionó, tacana, tapiete, toromona, uru-chipaya, wichi, yaminahua, yuki, yuracaré et zamuco)

### Kabiyè
Le kabiyè est la langue officielle de :
 Togo (avec le Français et l'Éwé (langue))

### Kazakh
Le kazakh est une langue officielle du :
- Kazakhstan (avec le russe)

### Khmer
Le khmer est la langue officielle du :
- Cambodge

### Kirghiz
Le kirghize est une langue officielle du :
- Kirghizistan (avec le russe)

### Kirundi
Le kirundi est une langue officielle du :
- Burundi (avec le français et l’anglais)

### Kurde
Le kurde est langue officielle en :
- Irak (avec l'arabe comme langue officielle dans le reste du pays)

### Lao
Le lao est la langue officielle du :
- Laos

### Langue des signes néo-zélandaise
La langue des signes néo-zélandaise est une langue officielle de :
- Nouvelle-Zélande (avec l'anglais [de facto] et le maori)

### Langue des signes papouasienne
La langue des signes papouasienne est une langue officielle de :
- Papouasie-Nouvelle-Guinée (avec l'anglais, le tok pisin et le hiri motu)

### Latin
Le latin est la langue officielle du :
- Vatican (avec le français, l'allemand et l'italien)

### Leko
Le leko est une langue officielle de :
- Bolivie (avec les 36 autres langues officielles depuis la Constitution de 2009 : aymara, araona, baure, bésiro, canichana, cavineña, cayubaba, chácobo, chimane, ese 'ejja, espagnol, guarani, guarasu’we, guarayu, itonama, kallawaya, machineri, maropa, mojeño-trinitario, mojeño-ignaciano, moré, mosetén, movima, pacahuara, puquina, quechua, sirionó, tacana, tapiete, toromona, uru-chipaya, wichi, yaminahua, yuki, yuracaré et zamuco)

### Letton
Le letton est la langue officielle de :
- Lettonie

### Lituanien
Le lituanien est la langue officielle de :
- Lituanie

### Luxembourgeois
Le luxembourgeois est langue officielle du :
- Luxembourg (mais le français et l'allemand y ont gardé leur place officielle)[15]

### Macédonien
Le macédonien est la langue officielle de :
- Macédoine du Nord (avec l'albanais)

### Machineri
Le machineri est une langue officielle de :
- Bolivie (avec les 36 autres langues officielles depuis la Constitution de 2009 : aymara, araona, baure, bésiro, canichana, cavineña, cayubaba, chácobo, chimane, ese 'ejja, espagnol, guarani, guarasu’we, guarayu, itonama, kallawaya, leko, maropa, mojeño-trinitario, mojeño-ignaciano, moré, mosetén, movima, pacahuara, puquina, quechua, sirionó, tacana, tapiete, toromona, uru-chipaya, wichi, yaminahua, yuki, yuracaré et zamuco)

### Malgache
Le malgache est la langue officielle de :
- Madagascar (avec le français)

### Maltais
Le maltais est la langue officielle de :
- Malte (avec l'anglais)

### Maori
Le maori est une langue officielle de :
- Nouvelle-Zélande (avec l'anglais et la langue des signes néo-zélandaise)

### Maori des Îles Cook
Le maori des îles Cook est une langue officielle des :
- Îles Cook (avec l'anglais)

### Maropa
Le maropa est une langue officielle de :
- Bolivie (avec les 36 autres langues officielles depuis la Constitution de 2009 : aymara, araona, baure, bésiro, canichana, cavineña, cayubaba, chácobo, chimane, ese 'ejja, espagnol, guarani, guarasu’we, guarayu, itonama, kallawaya, leko, machineri, mojeño-trinitario, mojeño-ignaciano, moré, mosetén, movima, pacahuara, puquina, quechua, sirionó, tacana, tapiete, toromona, uru-chipaya, wichi, yaminahua, yuki, yuracaré et zamuco)

### Marshallais
Le marshallais est la langue officielle des :
- Îles Marshall (avec l'anglais)

### Mirandais
Le mirandais est la seconde langue officielle du :
- Portugal (avec le portugais) ; elle a une reconnaissance nationale mais elle est seulement officielle dans l'aire d'influence du mirandais.

### Mojeño-Trinitario
Le mojeño-trinitario est une langue officielle des :
- Bolivie (avec les 36 autres langues officielles depuis la Constitution de 2009 : aymara, araona, baure, bésiro, canichana, cavineña, cayubaba, chácobo, chimane, ese 'ejja, espagnol, guarani, guarasu’we, guarayu, itonama, kallawaya, leko, machineri, maropa, mojeño-ignaciano, moré, mosetén, movima, pacahuara, puquina, quechua, sirionó, tacana, tapiete, toromona, uru-chipaya, wichi, yaminahua, yuki, yuracaré et zamuco)

### Mojeño-Ignaciano
Le mojeño-ignaciano est une langue officielle des :
- Bolivie (avec les 36 autres langues officielles depuis la Constitution de 2009 : aymara, araona, baure, bésiro, canichana, cavineña, cayubaba, chácobo, chimane, ese 'ejja, espagnol, guarani, guarasu’we, guarayu, itonama, kallawaya, leko, machineri, maropa, mojeño-trinitario, moré, mosetén, movima, pacahuara, puquina, quechua, sirionó, tacana, tapiete, toromona, uru-chipaya, wichi, yaminahua, yuki, yuracaré et zamuco)

### Monténégrin
Le monténégrin est la langue officielle du :
- Monténégro

### Moré
Le moré est une langue officielle de :
- Bolivie (avec les 36 autres langues officielles depuis la Constitution de 2009 : aymara, araona, baure, bésiro, canichana, cavineña, cayubaba, chácobo, chimane, ese 'ejja, espagnol, guarani, guarasu’we, guarayu, itonama, kallawaya, leko, machineri, maropa, mojeño-trinitario, mojeño-ignaciano, mosetén, movima, pacahuara, puquina, quechua, sirionó, tacana, tapiete, toromona, uru-chipaya, wichi, yaminahua, yuki, yuracaré et zamuco)

### Mosetén
Le mosetén est une langue officielle de :
- Bolivie (avec les 36 autres langues officielles depuis la Constitution de 2009 : aymara, araona, baure, bésiro, canichana, cavineña, cayubaba, chácobo, chimane, ese 'ejja, espagnol, guarani, guarasu’we, guarayu, itonama, kallawaya, leko, machineri, maropa, mojeño-trinitario, mojeño-ignaciano, moré, movima, pacahuara, puquina, quechua, sirionó, tacana, tapiete, toromona, uru-chipaya, wichi, yaminahua, yuki, yuracaré et zamuco)

### Movima
Le movima est une langue officielle de :
- Bolivie (avec les 36 autres langues officielles depuis la Constitution de 2009 : aymara, araona, baure, bésiro, canichana, cavineña, cayubaba, chácobo, chimane, ese 'ejja, espagnol, guarani, guarasu’we, guarayu, itonama, kallawaya, leko, machineri, maropa, mojeño-trinitario, mojeño-ignaciano, moré, mosetén, pacahuara, puquina, quechua, sirionó, tacana, tapiete, toromona, uru-chipaya, wichi, yaminahua, yuki, yuracaré et zamuco)

### Nauruan
Le nauruan est la langue officielle de :
- Nauru (avec l'anglais)

### Ndébélé du Transvaal
Le ndébélé du Transvaal est une des 11 langues officielles de l' :
- Afrique du Sud (avec 10 autres)

### Népalais
Le népalais est la langue officielle du :
- Népal
- Inde
  -  Sikkim

### Norvégien
Le norvégien est la langue officielle de la :
- Norvège

### Ouzbek
L’ouzbek (ou 'ouzbèke) est la langue officielle de l’ :
- Ouzbékistan

### Pacahuara
Le pacahuara est une langue officielle de :
- Bolivie (avec les 36 autres langues officielles depuis la Constitution de 2009 : aymara, araona, baure, bésiro, canichana, cavineña, cayubaba, chácobo, chimane, ese 'ejja, espagnol, guarani, guarasu’we, guarayu, itonama, kallawaya, leko, machineri, maropa, mojeño-trinitario, mojeño-ignaciano, moré, mosetén, movima, puquina, quechua, sirionó, tacana, tapiete, toromona, uru-chipaya, wichi, yaminahua, yuki, yuracaré et zamuco)

### Pachto
Le pachto est une langue officielle d’ :
- Afghanistan (avec le dari)

### Paluan
Le paluan est la langue officielle des :
- Palaos (avec l'anglais), sauf dans les États suivants :
  -  Angaur (anglais, paluan, japonais)
  -  Hatohobei (anglais, tobi)
  -  Sonsorol (anglais, sonsorolais)

### Polonais
Le polonais est la langue officielle de :
- Pologne

### Puquina
Le puquina est une langue officielle de :
- Bolivie (avec les 36 autres langues officielles depuis la Constitution de 2009 : aymara, araona, baure, bésiro, canichana, cavineña, cayubaba, chácobo, chimane, ese 'ejja, espagnol, guarani, guarasu’we, guarayu, itonama, kallawaya, leko, machineri, maropa, mojeño-trinitario, mojeño-ignaciano, moré, mosetén, movima, pacahuara, quechua, sirionó, tacana, tapiete, toromona, uru-chipaya, wichi, yaminahua, yuki, yuracaré et zamuco)

### Sango
Le sango est une langue officielle de :
- République centrafricaine (avec le français)

### Shikomor
Le shikomor (comorien) est une langue officielle des :
- Comores (avec l'arabe et le français)

### Shona
Le shona est une langue officielle du :
- Zimbabwe (avec l'anglais et le sindebele)

### Shuar
Le shuar est une langue officielle de :
- Équateur (avec l'espagnol et le Kichwa)

### Sindebele
Le sindebele est une langue officielle du :
- Zimbabwe (avec l'anglais et le shona)

### Singhalais
Le singhalais est une langue officielle du :
- Sri Lanka (avec le tamoul)

### Sirionó
Le sirionó est une langue officielle de :
- Bolivie (avec les 36 autres langues officielles depuis la Constitution de 2009 : aymara, araona, baure, bésiro, canichana, cavineña, cayubaba, chácobo, chimane, ese 'ejja, espagnol, guarani, guarasu’we, guarayu, itonama, kallawaya, leko, machineri, maropa, mojeño-trinitario, mojeño-ignaciano, moré, mosetén, movima, pacahuara, puquina, quechua, tacana, tapiete, toromona, uru-chipaya, wichi, yaminahua, yuki, yuracaré et zamuco)

### Somali
Le somali est la langue officielle de :
- Somalie (avec l'arabe)

### Sotho du Nord
Le sotho du Nord est une des 11 langues officielles de l' :
- Afrique du Sud

### Sotho du Sud
Le sotho du Sud est une des 11 langues officielles de :
- Afrique du Sud

### Tacana
Le tacana est une langue officielle de :
- Bolivie (avec les 36 autres langues officielles depuis la Constitution de 2009 : aymara, araona, baure, bésiro, canichana, cavineña, cayubaba, chácobo, chimane, ese 'ejja, espagnol, guarani, guarasu’we, guarayu, itonama, kallawaya, leko, machineri, maropa, mojeño-trinitario, mojeño-ignaciano, moré, mosetén, movima, pacahuara, puquina, quechua, sirionó, tapiete, toromona, uru-chipaya, wichi, yaminahua, yuki, yuracaré et zamuco)

### Tadjik
Le tadjik est la langue officielle du :
- Tadjikistan

### Tapiete
Le tapiete est une langue officielle de :
- Bolivie (avec les 36 autres langues officielles depuis la Constitution de 2009 : aymara, araona, baure, bésiro, canichana, cavineña, cayubaba, chácobo, chimane, ese 'ejja, espagnol, guarani, guarasu’we, guarayu, itonama, kallawaya, leko, machineri, maropa, mojeño-trinitario, mojeño-ignaciano, moré, mosetén, movima, pacahuara, puquina, quechua, sirionó, tacana, toromona, uru-chipaya, wichi, yaminahua, yuki, yuracaré et zamuco)

### Tchèque
Le tchèque est la langue officielle de :
- République tchèque

### Tétoum
Le tétoum est la langue officielle du :
- Timor oriental (avec le portugais)

### Tigrinya
Le tigrinya est une langue officielle d’ :
- Érythrée (avec l'arabe)

### Thaï
Le thaï est la langue officielle de :
- Thaïlande

### Tok pisin
Le tok pisin est la langue officielle de :
- Papouasie-Nouvelle-Guinée (avec l'anglais, le hiri motu et la langue des signes papouasienne)

### Tongien
Le tongien est la langue officielle des :
- Tonga (avec l'anglais)

### Toromona
Le toromona est une langue officielle de :
- Bolivie (avec les 36 autres langues officielles depuis la Constitution de 2009 : aymara, araona, baure, bésiro, canichana, cavineña, cayubaba, chácobo, chimane, ese 'ejja, espagnol, guarani, guarasu’we, guarayu, itonama, kallawaya, leko, machineri, maropa, mojeño-trinitario, mojeño-ignaciano, moré, mosetén, movima, pacahuara, puquina, quechua, sirionó, tacana, tapiete, uru-chipaya, wichi, yaminahua, yuki, yuracaré et zamuco)

### Turkmène
Le turkmène est la langue officielle du :
- Turkménistan

### Tuvaluan
Le tuvaluan est la langue officielle des :
- Tuvalu (avec l'anglais)

### Ukrainien
L’ukrainien est la langue officielle d’ :
- Ukraine

Elle est langue officielle régionale en :
- République de Crimée (statut contesté)
- Transnistrie (statut contesté)

### Uru-Chipaya
L’uru-chipaya est une langue officielle de :
- Bolivie (avec les 36 autres langues officielles depuis la Constitution de 2009 : aymara, araona, baure, bésiro, canichana, cavineña, cayubaba, chácobo, chimane, ese 'ejja, espagnol, guarani, guarasu’we, guarayu, itonama, kallawaya, leko, machineri, maropa, mojeño-trinitario, mojeño-ignaciano, moré, mosetén, movima, pacahuara, puquina, quechua, sirionó, tacana, tapiete, toromona, wichi, yaminahua, yuki, yuracaré et zamuco)

### Vietnamien
Le vietnamien est la langue officielle du :
- Vietnam

### Wichi
Le wichi est une langue officielle du :
- Bolivie (avec les 36 autres langues officielles depuis la Constitution de 2009 : aymara, araona, baure, bésiro, canichana, cavineña, cayubaba, chácobo, chimane, ese 'ejja, espagnol, guarani, guarasu’we, guarayu, itonama, kallawaya, leko, machineri, maropa, mojeño-trinitario, mojeño-ignaciano, moré, mosetén, movima, pacahuara, puquina, quechua, sirionó, tacana, tapiete, toromona, uru-chipaya, yaminahua, yuki, yuracaré et zamuco)

### Yaminahua
Le yaminahua est une langue officielle de :
- Bolivie (avec les 36 autres langues officielles depuis la Constitution de 2009 : aymara, araona, baure, bésiro, canichana, cavineña, cayubaba, chácobo, chimane, ese 'ejja, espagnol, guarani, guarasu’we, guarayu, itonama, kallawaya, leko, machineri, maropa, mojeño-trinitario, mojeño-ignaciano, moré, mosetén, movima, pacahuara, puquina, quechua, sirionó, tacana, tapiete, toromona, uru-chipaya, wichi, yuki, yuracaré et zamuco)

### Yuki
Le yuki est une langue officielle de :
- Bolivie (avec les 36 autres langues officielles depuis la Constitution de 2009 : aymara, araona, baure, bésiro, canichana, cavineña, cayubaba, chácobo, chimane, ese 'ejja, espagnol, guarani, guarasu’we, guarayu, itonama, kallawaya, leko, machineri, maropa, mojeño-trinitario, mojeño-ignaciano, moré, mosetén, movima, pacahuara, puquina, quechua, sirionó, tacana, tapiete, toromona, uru-chipaya, wichi, yaminahua, yuracaré et zamuco)

### Yuracaré
Le yuracaré est une langue officielle de :
- Bolivie (avec les 36 autres langues officielles depuis la Constitution de 2009 : aymara, araona, baure, bésiro, canichana, cavineña, cayubaba, chácobo, chimane, ese 'ejja, espagnol, guarani, guarasu’we, guarayu, itonama, kallawaya, leko, machineri, maropa, mojeño-trinitario, mojeño-ignaciano, moré, mosetén, movima, pacahuara, puquina, quechua, sirionó, tacana, tapiete, toromona, uru-chipaya, wichi, yaminahua, yuki et zamuco)

### Zamuco
Le zamuco est une langue officielle de :
- Bolivie (avec les 36 autres langues officielles depuis la Constitution de 2009 : aymara, araona, baure, bésiro, canichana, cavineña, cayubaba, chácobo, chimane, ese 'ejja, espagnol, guarani, guarasu’we, guarayu, itonama, kallawaya, leko, machineri, maropa, mojeño-trinitario, mojeño-ignaciano, moré, mosetén, movima, pacahuara, puquina, quechua, sirionó, tacana, tapiete, toromona, uru-chipaya, wichi, yaminahua, yuki et yuracaré)

### Zoulou
Le zoulou est une des langues officielles de l' :
- Afrique du Sud (avec l'afrikaans, l'anglais le ndébélé du Transvaal*, le sotho du Nord*, le sotho du Sud*, le swati*, le tsonga*, le tswana*, le venda* et le xhosa**)

## Langues native à vocation régionale

### Adyguéen
L'adyguéen est une langue officielle régionale en :
- Russie
  -  Adyguée

### Agul
L'agul est une langue officielle régionale en :
- Russie
  -  Daghestan

### Altaï
L'altaï est une langue officielle régionale en :
- Russie
  -  République de l'Altaï

### Assamais
Le assamais est une langue officielle régionale d’ :
- Inde
  - Assam

### Avar
L'avar est une langue officielle régionale en :
- Russie
  -  Daghestan

### Bachkir
Le bachkir est une langue officielle régionale en :
- Russie
  -  Bachkirie

### Bas saxon
Le bas saxon est une langue officielle régionale en :
- Allemagne
  -  Land de Schleswig-Holstein

### Basque
Le basque est une langue officielle régionale en :
- Espagne (co-officiel avec l'espagnol)
  -  Pays basque[16]
  -  Navarre (tiers nord)[17]

### Bouriate
Le bouriate est une langue officielle régionale en :
- Russie
  -  Bouriatie

### Breton
Le Breton est une langue officielle régionale en :
- France
  -  Bretagne

### Cantonais
Le cantonais est une langue officielle régionale de :
- Chine
  -  Macao (avec le portugais)
  -  Hong Kong (avec l'anglais)

### Carolinien
Le carolinien est une langue officielle régionale des :
- États-Unis
  -  Îles Mariannes du Nord (co-officiel avec l'anglais et le chamorro)

### Chamorro
Le chamorro est une langue officielle régionale des :
- États-Unis
  -  Guam (co-officiel avec l'anglais)
  -  Îles Mariannes du Nord (co-officiel avec l'anglais et le carolinien)

### Corse
Le Corse est une langue officielle en : 
- France
  -  Corse

### Darguine
Le darguine est une langue officielle régionale en :
- Russie
  -  Daghestan

### Erzya
L'erzya est une langue officielle régionale en :
- Russie
  -  Mordovie

### Galicien
Le galicien est une langue officielle régionale en :
- Espagne (co-officiel avec l'espagnol)
  -  Galice[18]

### Gallois
Le gallois est une langue officielle régionale au :
- Royaume-Uni (co-officiel avec l'anglais)
  -  Pays de Galles

### Gwich’in
Le gwich’in est une langue co-officielle régionale au(X) :
- Canada
  -  Territoires du Nord-Ouest (avec l'anglais, le français, le chipewyan, le cri, l'esclave du Nord, l'esclave du Sud, l'inuinnaqtun, l'inuktitut, l'inuvialuktun et le tlicho)
- États-Unis
  -  Alaska (avec l'anglais et dix-neuf autres langues autochtones)

### Hawaïen
L’hawaïen est une langue officielle régionale des :
- États-Unis
  -  Hawaï (avec l'anglais)

### Iakoute
Le Iakoute est une langue officielle régionale en :
- Russie
  -  Sakha

### Ingouche
L'ingouche est une langue officielle régionale en :
- Russie
  -  Ingouchie

### Inuinnaqtun
L’inuinnaqtun est une langue officielle régionale du :
- Canada
  -  Nunavut (avec l'inuktitut, l'anglais et le français)
  -  Territoires du Nord-Ouest (avec l'anglais, le français, le chipewyan, le cri, le tlicho, le gwich’in, l'inuktitut, l'inuvialuktun, l'esclave du Nord et l'esclave du Sud)

### Inuktitut
L’inuktitut est une langue officielle régionale au :
- Canada
  -  Nunavut (avec l'anglais, l'inuinnaqtun et le français)
  -  Territoires du Nord-Ouest (avec l'anglais, le français, le chipewyan, le cri, le tlicho, le gwich’in, l'inuinnaqtun, l'inuvialuktun, l'esclave du Nord et l'esclave du Sud)

### Kabarde
Le kabarde est une langue officielle régionale en :
- Russie
  -  Kabardino-Balkarie

### Kalmouk
Le kalmouk est une langue officielle régionale en :
- Russie
  -  Kalmoukie

### Karatchaï-balkar
Le karatchaï-balkar est une langue officielle régionale en :
- Russie
  -  Kabardino-Balkarie

### Khakasse
Le khakasse est une langue officielle régionale en :
- Russie régionalement en :
  -  Khakassie

### Komi
Le komi est une langue officielle régionale en :
- Russie régionalement en :
  -  République des Komis

### Koumyk
Le koumyk est une langue officielle régionale en :
- Russie
  -  Daghestan

### Lak
Le lak est une langue officielle régionale en :
- Russie
  -  Daghestan

### Lezghien
Le lezghien est une langue officielle régionale en :
- Russie
  -  Daghestan

### Mannois
Le mannois est une langue officielle régionale au :
- Royaume-Uni (l'Île de Man ne fait pas partie du Royaume-Uni, ce n'est qu'une dépendance de la couronne britannique) régionalement sur :
  -  Île de Man (avec l'anglais)

### Mari
Le mari est une langue officielle régionale en :
- Russie
  -  République des Maris

### Mirandais
Le mirandais est une langue officielle régionale au :
- Portugal (coofficielle en Tras-os-Montes avec le portugais)

### Moksa
Le moksa est une langue officielle régionale en :
- Russie
  -  Mordovie

### Ndébélé du Transvaal
Le ndébélé du Transvaal est une langue officielle régionale en :
- Afrique du Sud (avec l'afrikaans, l'anglais, le sotho du Nord*, le sotho du Sud*, le swati*, le tsonga*, le tswana*, le venda*, le xhosa* et le zoulou*)

### Nogaï
Le nogaï est une langue officielle régionale en :
- Russie
  -  Daghestan

### Occitan (aranais)
L’occitan (appelé aranais dans le val d'Aran) est une langue officielle régionale en :
- Espagne régionalement en :
  -  Catalogne (coofficiel avec le catalan et l'espagnol)[19]

### Ossète
L’ossète est une langue officielle régionale en :
- Russie régionalement en :
  -  Ossétie-du-Nord-Alanie

### Oudmourte
L’oudmourte est une langue officielle régionale en :
- Russie régionalement en :
  -  Oudmourtie

### Ouïghour
L’ouïghour est une langue officielle régionale de :
- Chine (dans la région autonome du Xinjiang, avec le mandarin)

### Romanche
Le romanche est langue nationale depuis 1938, langue officielle régionale de :
- Suisse (avec l'allemand, le français et l'italien)
  -  Grisons (avec l'allemand et l'italien)

### Routoul
Le routoul est une langue officielle régionale en :
- Russie
  -  Daghestan

### Ruthène
Le ruthène est une langue régionale officielle en :
- Serbie
  -  Voïvodine (avec le croate, le hongrois, le roumain, le serbe et le slovaque)

### Same
Le same est une langue régionale officielle de :
- Norvège
  - Kåfjord, Karasjok, Kautokeino, Lavangen, Nesseby, Porsanger, Røyrvik, Snåsa, Tana et Tysfjord

### Sorabe
Le sorabe est une langue officielle régionale d’ :
- Allemagne (avec l'allemand)[20]
  -  État libre de Saxe
  -  Land de Brandebourg

### Sotho du Nord
Le sotho du Nord est une langue officielle régionale d’ :
- Afrique du Sud (avec l'afrikaans, l'anglais, le ndébélé du Transvaal*, le sotho du Sud*, le swati*, le tsonga*, le tswana*, le venda*, le xhosa* et le zoulou*)

### Sotho du Sud
Le sotho du Sud (sesotho) est une langue officielle régionale d’ :
- Afrique du Sud (avec l'afrikaans, l'anglais, le ndébélé du Transvaal*, le sotho du Nord*, le swati*, le tsonga*, le tswana*, le venda*, le xhosa* et le zoulou*)

### Swati
Le swati est une langue officielle régionale d’ :
- Afrique du Sud (avec l'afrikaans, l'anglais, le ndébélé du Transvaal*, le sotho du Nord*, le sotho du Sud*, le tsonga*, le tswana*, le venda*, le xhosa* et le zoulou*)

### Tabassaran
Le tabassaran est une langue officielle régionale en :
- Russie
  -  Daghestan

### Tat
Le tat est une langue officielle régionale en :
- Russie
  -  Daghestan

### Tatare
Le tatare est une langue officielle régionale en :
- Russie
  -  Tatarstan

### Tchétchène
Le tchétchène est une langue officielle régionale en :
- Russie
  -  Tchétchénie
  -  Daghestan

### Tchouvache
Le tchouvache est une langue officielle régionale en :
- Russie
  -  Tchouvachie

### Tibétain
Le tibétain est une langue officielle régionale de :
- Chine (dans la Xizang, avec le mandarin)

### Tobi
Le tobi est la langue officielle régionale de :
- Palaos (avec l'anglais)
  -  Hatohobei

### Touvain
Le touvain est une langue officielle régionale en :
- Russie
  -  Touva

### Tsakhur
Le tsakhur est une langue officielle régionale en :
- Russie
  -  Daghestan

### Tsonga
Le tsonga est une langue officielle régionale en :
- Afrique du Sud (avec l'afrikaans, l'anglais, le ndébélé du Transvaal*, le sotho du Nord*, le sotho du Sud*, le swati*, le tswana*, le venda*, le xhosa* et le zoulou*)

### Tswana
Le tswana est une langue officielle régionale en :
- Afrique du Sud (avec l'afrikaans, l'anglais, le ndébélé du Transvaal*, le sotho du Nord*, le sotho du Sud*, le swati*, le tsonga*, le venda*, le xhosa* et le zoulou*)

### Venda
Le venda est une langue officielle régionale en :
- Afrique du Sud (avec l'afrikaans, l'anglais, le ndébélé du Transvaal*, le sotho du Nord*, le sotho du Sud*, le swati*, le tsonga*, le tswana*, le xhosa* et le zoulou*)

### Xhosa
Le xhosa est une langue officielle régionale en :
- Afrique du Sud (avec l'afrikaans, l'anglais, le ndébélé du Transvaal*, le sotho du Nord*, le sotho du Sud*, le swati*, le tsonga*, le tswana*, le venda* et le zoulou*)

### Zoulou
Le zoulou est une langue officielle régionale en :
- Afrique du Sud (avec l'afrikaans, l'anglais, le ndébélé du Transvaal*, le sotho du Nord*, le sotho du Sud*, le swati*, le tsonga*, le tswana*, le venda* et le xhosa*)